# Condado de Halifax (Nova Escócia)
O Condado de Halifax é um dos 18 condados da província canadense de Nova Escócia. O Município do Condado de Halifax era a sede governamental do condado de Halifax, além das cidades e vilas incorporadas separadamente. O município foi dissolvido em 1996, juntamente com as prefeituras, em sua fusão no município de Halifax. A população de acordo com o censo de 2011 era de 390.328 habitantes e a área do condado era de cerca de 5.495,71 quilômetros quadrados.